# ティム・シャーウッド
ティモシー・アラン・"ティム"・シャーウッド（Timothy Alan "Tim" Sherwood, 1969年2月6日 - ）は、イングランド出身の元サッカー選手であり、2015年10月までアストン・ヴィラの監督を務めていた。
現役時代のポジションはミッドフィールダーであり、1987年から2005年までのキャリアの中ではブラックバーン・ローヴァーズに所属していた1995年にプレミアリーグのタイトルを獲得したことが最も大きな成果である。その他にワトフォード、ノリッジ・シティ、トッテナム・ホットスパー、ポーツマス、コヴェントリー・シティでプレイし、1999年にはイングランド代表で3キャップを記録した。
指導者としてのキャリアをトッテナム・ホットスパーで始め、アシスタントコーチから監督に昇格するなどし、5年間を過ごした。監督には2013年12月に就任し、解任される2014年5月まで務めた。2015年2月にアストン・ヴィラの監督に就任し、クラブをFAカップの決勝に導き、プレミアリーグ残留を果たしたが、翌2015-16シーズンでは成績不振で2015年10月に解任された。

## クラブ経歴

### 初期のキャリア
ハートフォードシャーのボアハムウッドで生まれたシャーウッドは、子どもの頃はアーセナルのサポーターであった。1987年9月12日に行われたシェフィールド・ウェンズデイ戦でワトフォードでのデビューを果たし、1989年の7月にノリッジ・シティに移籍するまでディビジョン2のリーグ戦通算32試合に出場した。ノリッジ・シティでは1992年の2月にブラックバーン・ローヴァーズに移籍するまで公式戦88試合に出場し、13ゴールを挙げた。

### ブラックバーン・ローヴァーズ
ケニー・ダルグリッシュが最初に獲得した選手の1人であり、加入当初はポジションを得ることに苦しんだが、後にチームの中心選手となった。キャプテンとして1993-94シーズンにはチームをリーグ戦で2位に押し上げ、翌シーズンにはプレミアリーグのタイトルを獲得した。シャーウッド在籍時にダルグリッシュはボルドーに所属していたジネディーヌ・ジダンとクリストフ・デュガリーと契約することを求めたが、伝えられるところでは、クラブの会長であったジャック・ウォーカーは、「ティム・シャーウッドがいるのにどうしてジダンを欲しがるのだ？」と話したとされている。

### トッテナム・ホットスパー
1999年に不安定な立場となり、シャーウッドはハートフォードシャーと家族や仕事の面でつながりを持つことになった。1999年2月の第1週にトッテナム・ホットスパーへ移籍することになり、ジョージ・グレアムは300万ポンドと報じられている金額を費やし、2月の第1週にシャーウッドを獲得した。2月6日に行われたコヴェントリー・シティ戦で87分からマウリシオ・タリッコと交代で出場し、スパーズでのデビューを飾った。2002年のリーグカップでは決勝に進出したが、かつて自身が所属していたブラックバーンに1-2で敗れた。

### ポーツマス
2003年1月にシャーウッドは監督のグレン・ホドルとの間に問題を抱え、1月29日に4ヶ月間の契約でポーツマスへ移籍することになった。契約後すぐにレギュラーとなり、チームのディビジョン1優勝に貢献した。3月1日に行われ、5-1で勝利したミルウォール戦でリーグ戦における唯一のゴールを挙げている。シャーウッドはポンペイにおいて2003-04シーズンの前半戦までは主要なメンバーであり続け、リーグカップ2回戦のノーサンプトン・タウン戦ではゴールを挙げ、5-2の勝利に貢献した。12月26日に行われたトッテナム戦で元チームメイトのタリコにアフターチャージを受け、脚を骨折してまった。2003-04シーズン終了後にベテランのテディ・シェリンガムとともに放出され、結果としてトッテナム戦がポーツマスでの最後の試合となった。

### コヴェントリー・シティ
2004年7月9日にシャーウッドはコヴェントリー・シティと2年間の契約を結び、「必ずや昇格を実現したい」と話した。コヴェントリーでのシャーウッドは怪我でチームを離れることが多く、高給取りであったことや離脱中にテレビで解説者の仕事を引き受けたことなどによりチームのキャプテンであったにも関わらず、ファンの人気は低かった。2004-05シーズンにクラブは昇格を逃し、選手とクラブの双方の合意の基で2005年7月に契約を解除した。

## 代表経歴
ブラックバーン・ローヴァーズ在籍時にイングランドのB代表に選ばれ、ノリッジ・シティ在籍時にU-21代表を経験した。
30歳だった1999年3月27日に行われたUEFA EURO 2000予選のポーランド代表戦でA代表デビューを飾り、4月28日に行われ、1-1で引き分けたハンガリー代表との親善試合、6月5日に行われたスウェーデン代表とのUEFA EURO 2000予選の試合で代表キャップを記録している。

## 監督経歴

### トッテナム・ホットスパー
2008年10月、シャーウッドはハリー・レドナップ新監督の下でトッテナム・ホットスパーのアシスタントコーチに就任した。2012年にテクニカルダイレクターとなり、そのポストで2012-13シーズンのU-21 プレミアリーグのグループリーグとエリートグループの双方でチームを1位に導いたが、最終戦でマンチェスター・ユナイテッドに2-3で敗れた。
2013年12月16日、トッテナムはアンドレ・ビラス・ボアスの後任としてシャーウッドがトップチームの指揮を暫定的に執ることを発表した。初めて指揮を執ったリーグカップのウェストハム・ユナイテッド戦は1-2で落としたが、5日後に行われたプレミアリーグのサウサンプトン戦は3-2で勝利し、12月23日にスパーズは2014-15シーズン終了までの18月間の契約でシャーウッドが正式に監督に就任することを発表した。リーグ最終戦となる2014年5月11日に行われたアストン・ヴィラ戦は3-0で勝利を挙げ、スパーズは69ポイントで6位に着けたが、2014年5月13日に会長のダニエル・レヴィにより解任された。

### アストン・ヴィラ
2015年2月14日、シャーウッドはアストン・ヴィラの監督に就任した。この発表はクラブの公式ツイッターを通して、2月11日にポール・ランバート解任の報に続いて発表された。翌日に行われたFAカップのレスター・シティ戦のハーフタイムにチームトークを行ったが、正式に指揮を執ったのはストーク・シティ戦であり、後半アディショナルタイムにヴィクター・モーゼスのペナルティキックにより1-2で敗れた。次戦のニューカッスル・ユナイテッド戦も0-1で落とし、初勝利は2015年3月3日に行われたウェスト・ミッドランズのライバルクラブであるウェスト・ブロムウィッチ・アルビオン戦となった。その試合ではラスト1分にクリスティアン・ベンテケのペナルティキックにより2-1で勝利したが、それはストーク戦でシャーウッドが経験した内容と同様のものであった。4日後にはFAカップ準決勝でウェスト・ブロムウィッチ・アルビオンに2-0で勝利し、クラブを2010年以来となるウェンブリーへ導いた。2015年3月14日に行われたサンダランド戦では残留を争うライバルを前半の内に4-0と圧倒し、勝利を挙げた。2015年4月19日には2000年以来となるFAカップ決勝を戦ったが、アーセナルに0-4で敗れた。
2015-16シーズンでは開幕戦こそ勝利したものの、それ以降は6連敗を含む9戦勝ちなしで第10節の試合終了時点で1勝1分8敗の19位と低迷。試合翌日の2015年10月25日にクラブから解任が発表された。

## テレビ解説者として
シャーウッドはアル・ジャジーラ・スポーツのイングランドのサッカー中継でよく解説者を務めている。また、セタンタ・スポーツのプレミアリーグの報道でも解説者を務めていた。

## 獲得タイトル

### 選手として
ブラックバーン・ローヴァーズ
- プレミアリーグ：1994-95

ポーツマス
- フットボールリーグ・ディビジョン1：2002-03

### 監督として
トッテナム・ホットスパー U-21
- U-21 プレミアリーグ - グループ2：2012-13
- U-21 プレミアリーグ - エリートグループ：2012-13
- U-21 プレミアリーグ – 準優勝：2012-13

アストン・ヴィラ
- FAカップ準優勝：2014-15

### 個人
- PFA年間ベストイレブン：1994-95

## 監督成績
2015年10月24日現在
| チーム                   | 就任           | 退任           | 成績 | 成績 | 成績 | 成績 | 成績  |
| チーム                   | 就任           | 退任           | 試合 | 勝ち | 分け | 負け | 勝率% |
| ------------------------ | -------------- | -------------- | ---- | ---- | ---- | ---- | ----- |
| トッテナム・ホットスパー | 2013年12月16日 | 2014年5月13日  | 28   | 14   | 4    | 10   | 050.0 |
| アストン・ヴィラ         | 2015年2月14日  | 2015年10月25日 | 28   | 10   | 2    | 16   | 035.7 |
| 合計                     | 合計           | 合計           | 56   | 24   | 6    | 26   | 042.9 |